# Асанума Інедзіро
Інедзіро Асанума  (яп. 浅沼稲次郎, 27 грудня 1898 — 12 жовтня 1960)  — японський політик, голова японської соціал-демократичної партії (генеральний секретар ЦВК СПЯ в 1948–1951, з перервами; пізніше генсек ЦВК Правої СПЯ в 1951–1955 і голова ЦВК об'єднаної СПЯ в 1960).

## Біографія

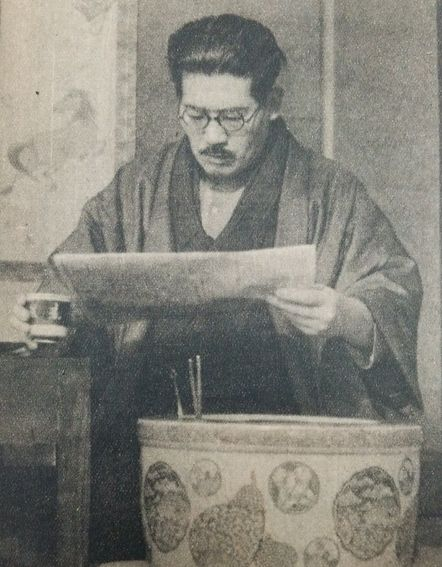
У 1948 році

Народився в районі Чийода в Токіо. Його мати померла під час пологів, і хлопчика виховував батько, який також рано помер — у 42 роки від раку. В молодості майбутній політик був прихильником вкрай правих організацій японських мілітаристів.
Був учасником робітничого руху, ще зі студентських років під час навчання в університеті Васеда, який закінчив у 1923 році. У 1925—1940 роках обіймав керівні посади в лівих соціал-демократичних партіях Японії. Став одним із співзасновників Японської робітничо-селянської партії у 1926 році. Був депутатом парламенту з 1936 року, але у розпал Другої світової війни у 1942—1945 роках відсторонився від політики.
Після війни брав активну участь у створенні Соціалістичної партії Японії (СПЯ) у листопаді 1945 року, обіймав посаду генерального секретаря ЦВК СПЯ. Під час розколу партії на Ліву та Праву СПЯ входив до останньої. В 1955 — 1960 роках — генеральний секретар ЦВК СПЯ, потім голова Центрального виконавчого комітету Соцпартії.
Прославився своїми виступами про соціалізм, про його економічні та культурні аспекти. Крім того, був відомий публічними критичними висловлюваннями в бік японської Ліберально-демократичної партії, а також щодо японсько-американського «договору безпеки». Під час виступу в Пекіні 1959 року назвав США спільним ворогом китайського та японського народів.

## Вбивство Інедзіро Асануми

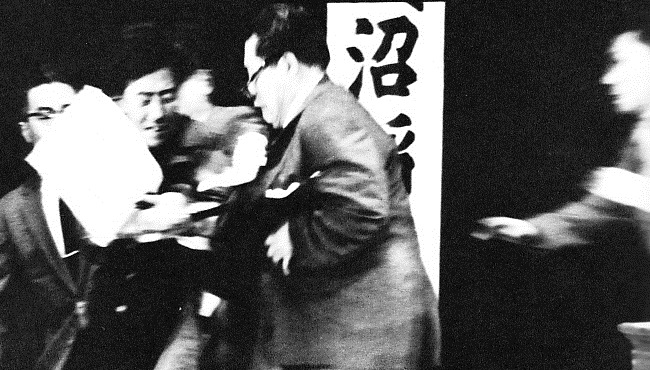
Отоя Ямаґуті вбиває Асануму, фотографія автора Ясусі Нагао

12 жовтня 1960 року під час політичних дебатів в Токіо був смертельно поранений 17-річним терористом ультраправих поглядів – університетським студентом на ім'я Отоя Ямагуті . Вбивця встиг ударити його коротким традиційним японським мечем вакідзасі в живіт і груди, перш ніж охорона встигла підбігти до нападника.
Асанума помер дорогою до лікарні. Ямагуті наклав на себе руки у в'язниці 2 листопада 1960 року, що дозволило Сатосі Акао, лідеру Патріотичної партії «Велика Японія», до якої входив убивця, уникнути покарання за звинуваченнями в організації замовного вбивства.
Фотограф газети «Майніті» Ясусі Нагао встиг сфотографувати момент нападу, і завдяки цьому фото став першим іноземним фотографом, який отримав Пулітцерівську премію за «репортаж новин». Загибель Асануми сколихнула японське суспільство.